# Likskäret (Kalix)
Likskäret of Likskär is een Zweeds eiland behorend tot de Kalix-archipel. Het eiland is het centrum van het Natuurreservaat Likskär. 
Aan de noordwestzijde van het eiland ligt het voormalige dorp met dezelfde naam. Het dorp is verlaten, de huisjes dienen nu vooral als gastenverblijf. De haven is met haar steigers en pieren nog intact als aanlegplaats. Het eiland kent een historie als woonplaats voor vissers en zeehondenjagers. Op de zuidpunt van het eiland ligt een steenlabyrint. 
Van noord naar zuid loopt over het eiland een pad. Het pad is aangelegd tussen het voormalige dorp en een visserskamp aan de zuidkant van het eiland. Het eiland wordt tegenwoordig aangedaan door de huiszwaluw (bij de huisjes), moerassneeuwhoen, gewone tapuit, Temmincks strandloper en steenloper. 